# Dunlap (Kansas)
Dunlap – miasto w Stanach Zjednoczonych, w stanie Kansas, w hrabstwie Morris.